# 春日牟久
春日 牟久（かすが の むく、生没年不詳）は、古墳時代の豪族。姓は臣。牟久臣とも表記される。